# Pyrenäen-Storchschnabel
Der Pyrenäen-Storchschnabel (Geranium pyrenaicum) ist eine Pflanzenart aus der  Familie der Storchschnabelgewächse (Geraniaceae). 

## Beschreibung

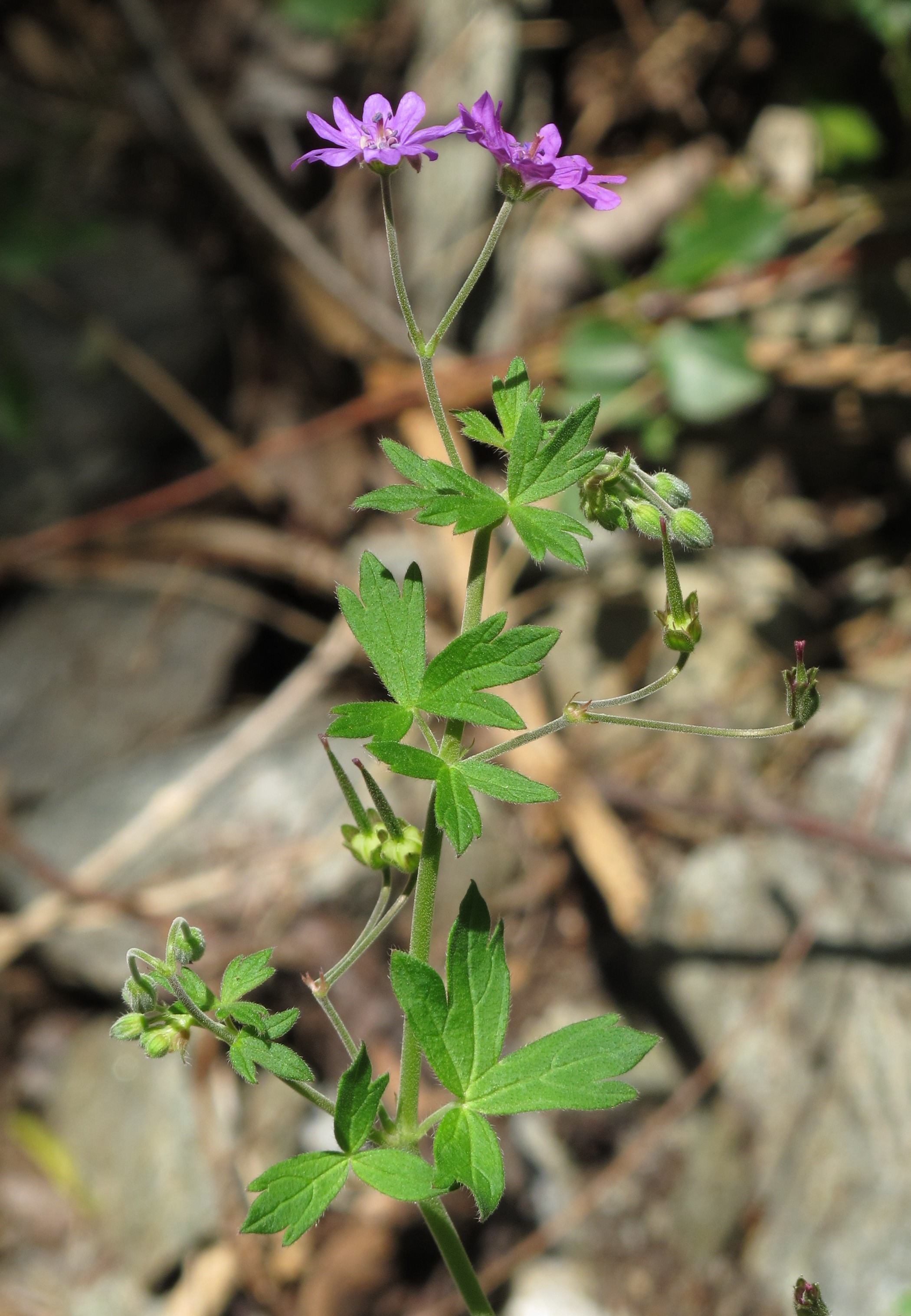
Habitus

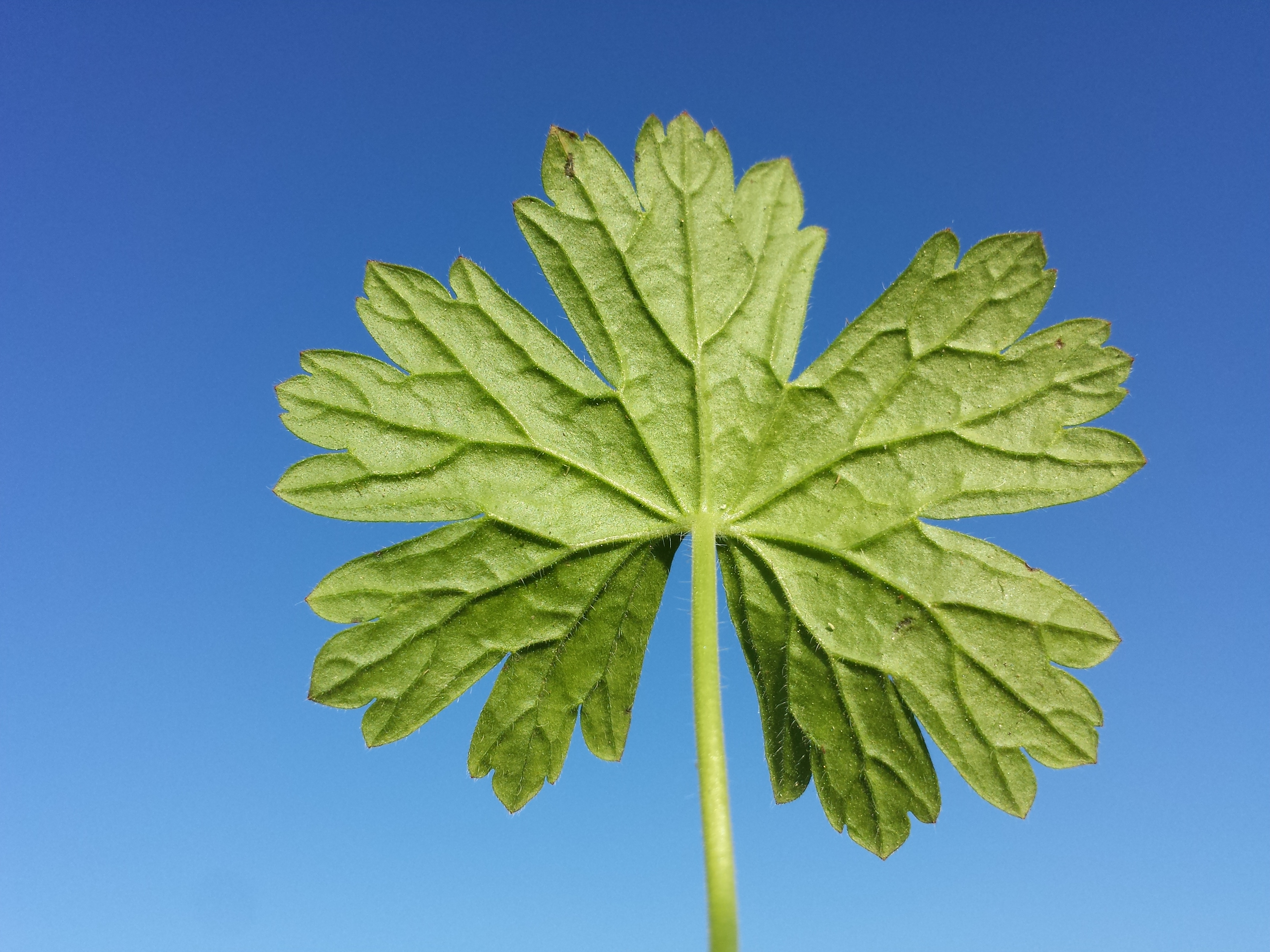
Laubblatt, Unterseite

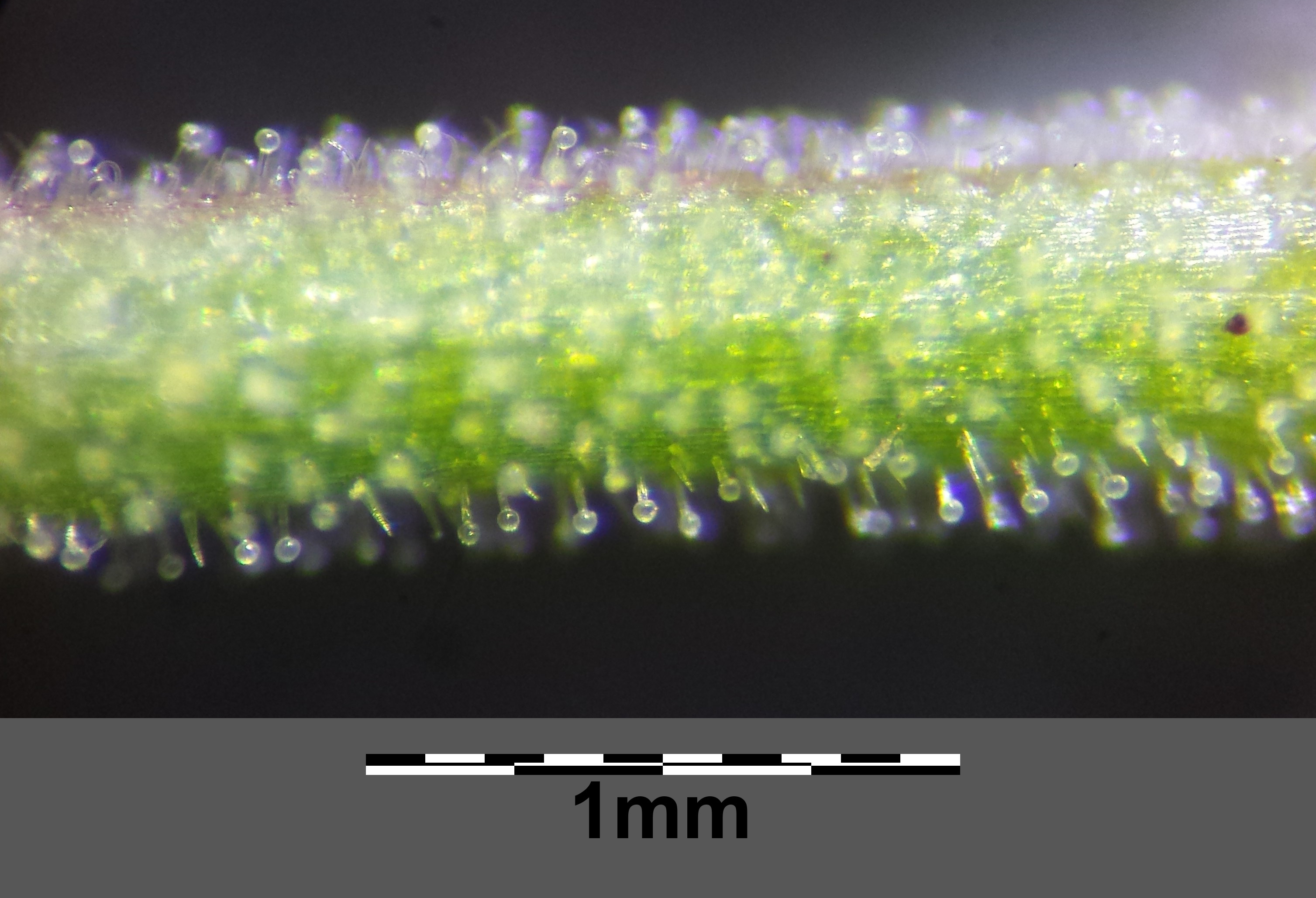
Die Blütenstiele sind mit kurzen, dichtstehenden Drüsenhaaren und gleich langen drüsenlosen Haaren besetzt

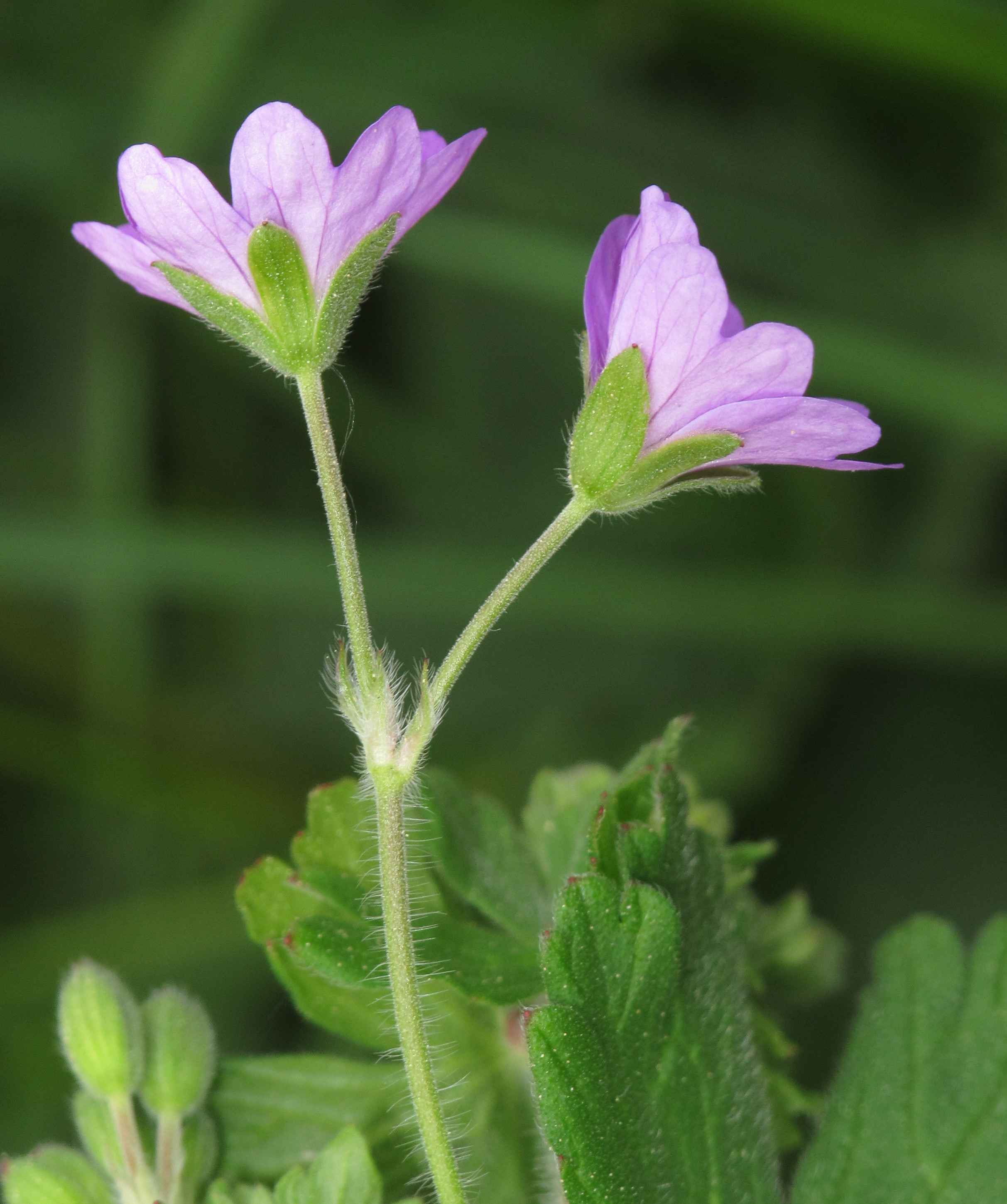
Blüte: die Kronblätter sind etwa doppelt so lang wie die kurz bespitzten Kelchblätter

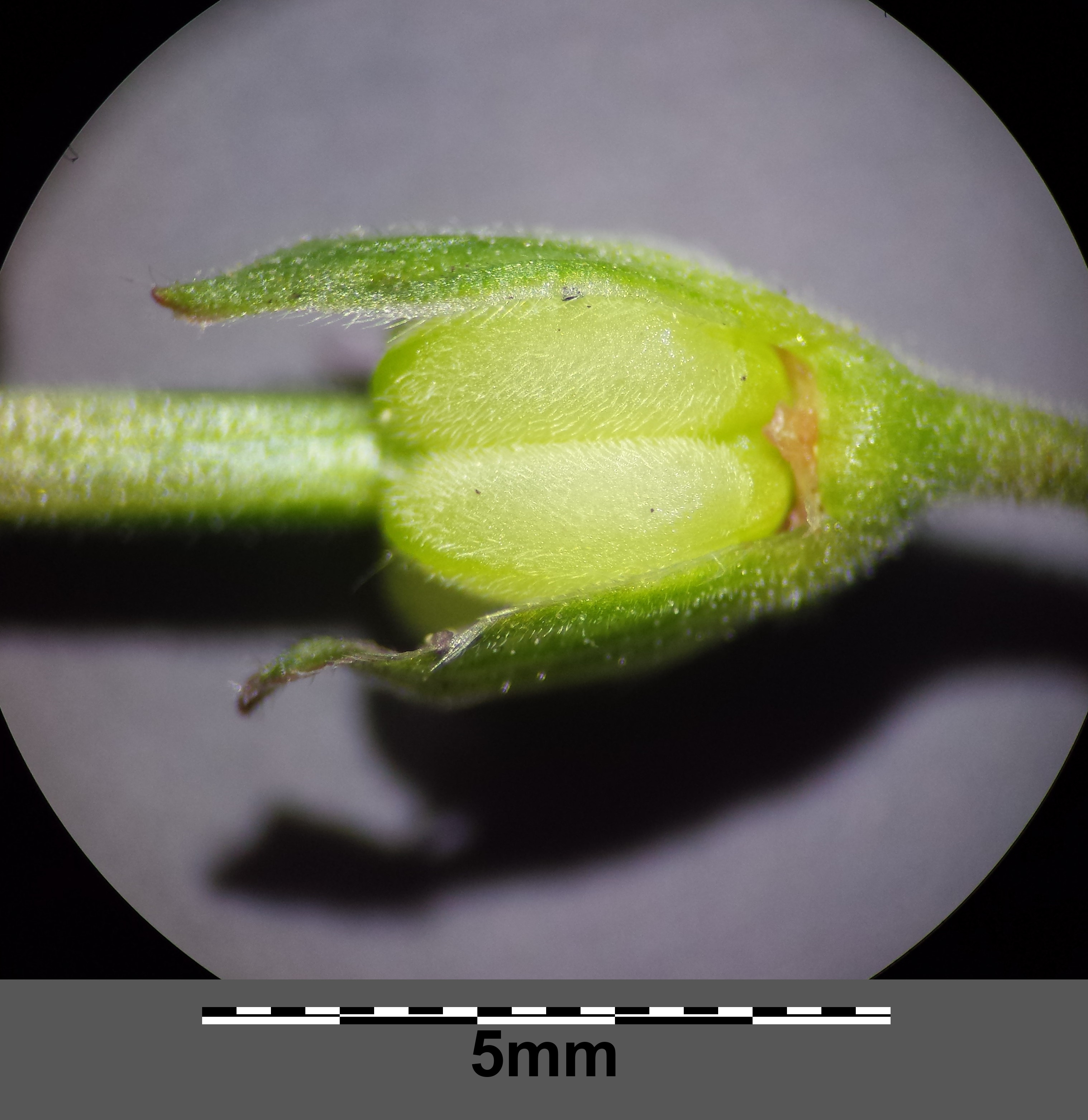
Die Fruchtklappen sind meist kurzhaarig

Der Pyrenäen-Storchschnabel ist eine zweijährige, mehrjährige oder auch ausdauernde krautige Pflanze und erreicht Wuchshöhen von 20 bis 60 Zentimeter. Er besitzt eine dicke, ziemlich tiefgehende Pfahlwurzel und ein sehr kurzes, aufrechtes, beschupptes Rhizom. Der Stängel ist abstehend lang behaart, nach oben hin auch kurzdrüsig. Die Spreiten der wintergrünen Laubblätter sind im Umriss rundlich, fünf- bis neunspaltig und etwa bis zur Mitte eingeschnitten. 
Die Teilblütenstände überragen ihre Tragblätter deutlich; ihre Stiele sind ebenfalls dicht kurzdrüsig und länger behaart. Die Kronblätter sind fast doppelt so lang wie die Kelchblätter. Die zweispaltigen Kronblätter sind violett gefärbt und je 6 bis 10 Millimeter lang. Die Blütezeit reicht von Mai bis Oktober. 
Die Früchte haben die typische storchschnabelartige Form.
Die Art hat die Chromosomenzahl 2n = 26 oder 28.

## Ökologie
Der Pyrenäen-Storchschnabel ist ein Hemikryptophyt und eine zweijährige bis ausdauernde Halbrosettenpflanze. Die Rosettenblätter haben eine Stützfunktion wie bei Geranium robertianum. 
Die Blüten sind nektarführende, proterandrische Scheibenblumen; sie werden (meist) durch Insekten bestäubt; als Blütenbesucher wurden Diptera, Hymenoptera und einige Coleopteren beobachtet; Selbstbestäubung soll möglich sein. Nachts und bei trübem Wetter sind die Blüten geschlossen.
Die Blütezeit reicht von Mai bis Oktober.
Die Früchte werden endozoochor und autochor verbreitet: Es handelt sich um eine Schleuderfrucht (Austrocknungsstreuer): bei der Fruchtreife lösen sich die Teilfrüchte von der Mittelsäule, die Grannen biegen sich aufwärts, dabei löst sich das Fruchtfach ab und wird zusammen mit dem eingeschlossenen Samen fortgeschleudert, die Schleuderweite kann bis zu 2,1 m betragen; die Grannen lösen sich ebenfalls von der Mittelsäule.
Die Fruchtreife reicht von Juli bis Oktober.

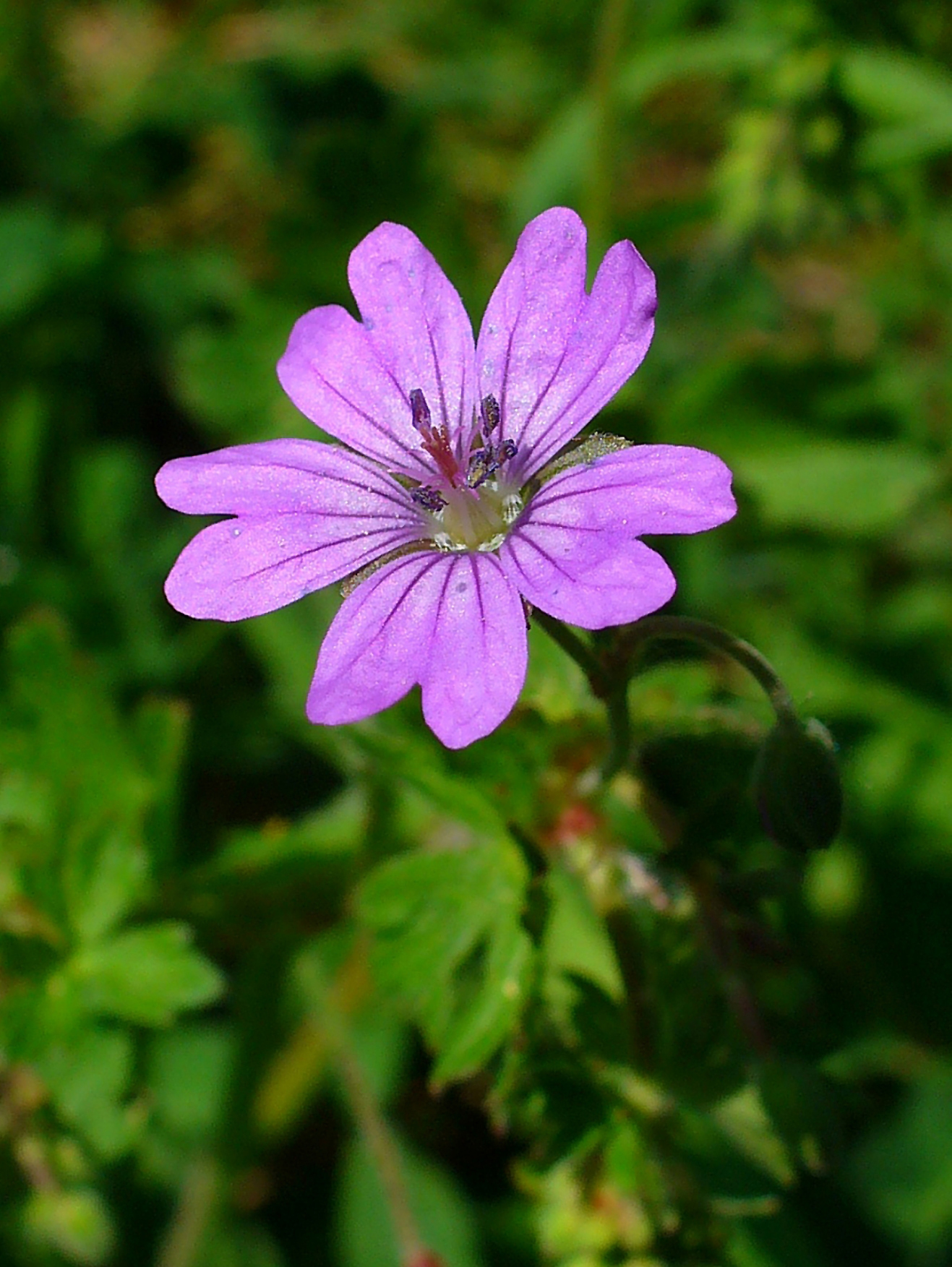
Blüte

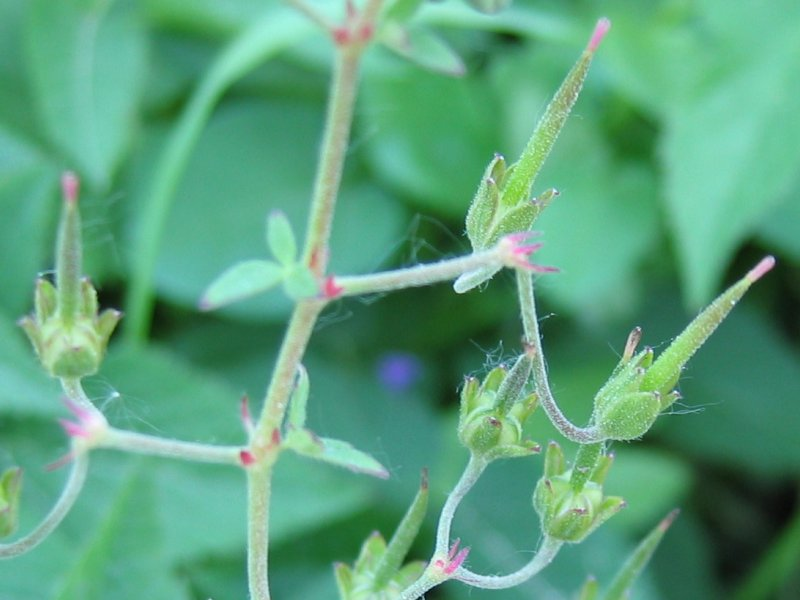
Unreife Früchte

## Vorkommen
Der Pyrenäen-Storchschnabel stammt aus den Gebirgen Südeuropas, aus den Pyrenäen, den Südalpen, den Gebirgen des Mittelmeergebiets und aus dem Kaukasus.   
Er ist in Deutschland seit etwa 1800 eingebürgert (Neophyt). Wahrscheinlich kultivierte man diese Art als Zierpflanze und sie verwilderte aus Gärten.
Der Pyrenäen-Storchschnabel kommt ziemlich häufig in sonnigen, lückigen Unkrautfluren, in Weinbergen, an Mauern und Böschungen vor. Er bevorzugt nährstoffreiche Böden in Gegenden mit milderem Klima.
In den Allgäuer Alpen steigt er am Jöchelspitze-Lift in Tirol bis zu 1730 m Meereshöhe auf. Im Tessin steigt die Art bis über 1800 Meter, im Wallis bis 2230 Meter Meereshöhe auf.
Nach Ellenberg ist sie eine Lichtpflanze, subozeanisch verbreitet, ein Frischezeiger, ein Schwachsäure- bis Schwachbasezeiger, ein ausgesprochener Stickstoffzeiger und eine Klassencharakterart ruderaler Beifuß- und Distelgesellschaften (Artemisietea vulgaris). Er kommt in Mitteleuropa aber auch in Gesellschaften der Verbände Sisymbrion oder Arrhenatherion vor.
Die ökologischen Zeigerwerte nach Landolt et al. 2010 sind in der Schweiz: Feuchtezahl F = 3 (mäßig feucht), Lichtzahl L = 3 (halbschattig), Reaktionszahl R = 3 (schwach sauer bis neutral), Temperaturzahl T = 4 (kollin), Nährstoffzahl N = 3 (mäßig nährstoffarm bis mäßig nährstoffreich), Kontinentalitätszahl K = 2 (subozeanisch).

## Verwendung im Gartenbau
Gärtnerisch stellt man den Pyrenäen-Storchschnabel zu den Gehölzstauden – damit werden jene Stauden, die unter lichtschattigen oder wechselschattigen Standortbedingungen gut gedeihen, zusammengefasst. Sie eignen sich daher für die Bepflanzung eines Staudenbeets, das diese Voraussetzungen bietet.
Heute werden außer violett-blühenden auch weiß- und satt-purpurfarbene Sorten als Zierpflanzen angeboten.

## Weiterführende Literatur
- Dietmar Brandes: Geranium pyrenaicum Burm. f., ein erfolgreicher, aber unauffälliger Neophyt? In: Braunschweiger naturkundliche Schriften. Band 7, 2004, S. 49–71, online.